# Deutsche Fußballmeisterschaft 1950/51
Deutscher Fußballmeister 1951 wurde der 1. FC Kaiserslautern. Die Pfälzer gewannen den Titel durch einen 2:1-Sieg über Preußen Münster.

## Teilnehmer an der Endrunde

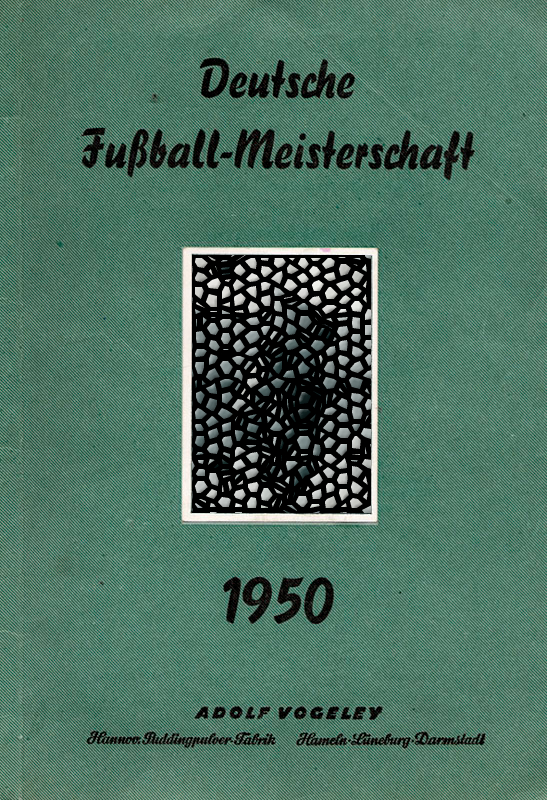
Sammelalbum Deutsche Fußball-Meisterschaft 1950 (Foto verpixelt);
Hrsg.: Adolf Vogeley, Puddingpulver-Fabrik

| Hamburger SV           | → Meister der Oberliga Nord 1950/51       |
| FC St. Pauli           | → Zweiter der Oberliga Nord 1950/51       |
| 1. FC Nürnberg         | → Meister der Oberliga Süd 1950/51        |
| SpVgg Fürth            | → Zweiter der Oberliga Süd 1950/51        |
| 1. FC Kaiserslautern   | → Meister der Oberliga Südwest 1950/51    |
| Tennis Borussia Berlin | → Meister der Vertragsliga Berlin 1950/51 |
| FC Schalke 04          | → Meister der Oberliga West 1950/51       |
| Preußen Münster        | → Zweiter der Oberliga West 1950/51       |

## Vorrunde

### Gruppe 1
| Datum     |                      | Ergebnis  |                      |
| --------- | -------------------- | --------- | -------------------- |
| So 06.05. | 1. FC Kaiserslautern | 2:2 (1:0) | SpVgg Fürth          |
| So 06.05. | Schalke 04           | 1:2 (1:0) | FC St. Pauli         |
| So 13.05. | FC St. Pauli         | 2:4 (1:2) | 1. FC Kaiserslautern |
| So 13.05. | SpVgg Fürth          | 0:0       | Schalke 04           |
| So 20.05. | 1. FC Kaiserslautern | 1:0 (1:0) | Schalke 04           |
| So 20.05. | SpVgg Fürth          | 4:1 (2:0) | FC St. Pauli         |
| So 27.05. | 1. FC Kaiserslautern | 2:0 (1:0) | FC St. Pauli         |
| So 27.05. | Schalke 04           | 2:1 (1:0) | SpVgg Fürth          |
| So 03.06. | SpVgg Fürth          | 1:3 (1:2) | 1. FC Kaiserslautern |
| So 03.06. | FC St. Pauli         | 0:1 (0:1) | Schalke 04           |
| So 10.06. | Schalke 04           | 3:2 (1:2) | 1. FC Kaiserslautern |
| So 10.06. | FC St. Pauli         | 1:0 (1:0) | SpVgg Fürth          |

#### Abschlusstabelle
| Pl. | Verein               | Sp. | S | U | N | Tore    | Quote | Punkte |
| --- | -------------------- | --- | - | - | - | ------- | ----- | ------ |
| 1.  | 1. FC Kaiserslautern | 6   | 4 | 1 | 1 | 014:800 | 1,75  | 09:30  |
| 2.  | FC Schalke 04        | 6   | 3 | 1 | 2 | 007:600 | 1,17  | 07:50  |
| 3.  | SpVgg Fürth          | 6   | 1 | 2 | 3 | 008:900 | 0,89  | 04:80  |
| 4.  | FC St. Pauli         | 6   | 2 | 0 | 4 | 006:120 | 0,50  | 04:80  |

### Gruppe 2
| Datum     |                        | Ergebnis  |                        |
| --------- | ---------------------- | --------- | ---------------------- |
| So 06.05. | Hamburger SV           | 3:2 (0:1) | Tennis Borussia Berlin |
| So 06.05. | 1. FC Nürnberg         | 1:2 (0:2) | Preußen Münster        |
| So 13.05. | Tennis Borussia Berlin | 2:3 (1:2) | 1. FC Nürnberg         |
| So 13.05. | Preußen Münster        | 3:1 (1:0) | Hamburger SV           |
| So 20.05. | Hamburger SV           | 1:2 (0:2) | 1. FC Nürnberg         |
| So 20.05. | Preußen Münster        | 2:3 (0:1) | Tennis Borussia Berlin |
| So 27.05. | Hamburger SV           | 5:1 (1:0) | Preußen Münster        |
| So 27.05. | 1. FC Nürnberg         | 3:1 (1:1) | Tennis Borussia Berlin |
| So 03.06. | Tennis Borussia Berlin | 0:1 (0:0) | Hamburger SV           |
| So 03.06. | Preußen Münster        | 6:4 (3:2) | 1. FC Nürnberg         |
| So 10.06. | Tennis Borussia Berlin | 2:8 (2:1) | Preußen Münster        |
| So 10.06. | 1. FC Nürnberg         | 4:1 (4:0) | Hamburger SV           |

#### Abschlusstabelle
| Pl. | Verein                 | Sp. | S | U | N | Tore    | Quote | Punkte |
| --- | ---------------------- | --- | - | - | - | ------- | ----- | ------ |
| 1.  | Preußen Münster        | 6   | 4 | 0 | 2 | 022:160 | 1,38  | 08:40  |
| 2.  | 1. FC Nürnberg         | 6   | 4 | 0 | 2 | 017:130 | 1,31  | 08:40  |
| 3.  | Hamburger SV           | 6   | 3 | 0 | 3 | 012:120 | 1,00  | 06:60  |
| 4.  | Tennis Borussia Berlin | 6   | 1 | 0 | 5 | 010:200 | 0,50  | 02:10  |

## Finale
| 1. FC Kaiserslautern                              | 1. FC Kaiserslautern | Preußen Münster | Preußen Münster |
| ------------------------------------------------- | --- | --- | --------------- |
| 1. FC Kaiserslautern                              | \| Samstag, 30. Juni 1951 in Berlin (Olympiastadion) \| \| Ergebnis: 2:1 (0:0) \| \| Zuschauer: 85.000 \| \| Schiedsrichter: Adolf Reinhardt (Stuttgart) \|                                       | \| Samstag, 30. Juni 1951 in Berlin (Olympiastadion) \| \| Ergebnis: 2:1 (0:0) \| \| Zuschauer: 85.000 \| \| Schiedsrichter: Adolf Reinhardt (Stuttgart) \|                                           | Preußen Münster |
| 1. FC Kaiserslautern                              | Karl Adam; Helmut Rasch, Werner Kohlmeyer; Ernst Liebrich, Werner Liebrich, Heinz Jergens; Horst Eckel, Fritz Walter, Ottmar Walter, Werner Baßler, Bernhard Fuchs Cheftrainer: Richard Schneider | Otto Mierzowski; Walter Lesch, Alois Schulte; Josef Rickmann, Kurt Pohnke, Rolf Lezgus; Felix Gerritzen, Alfred Preißler, Rudolf Schulz, Siegfried Rachuba, Josef Lammers Cheftrainer: Willi Multhaup | Preußen Münster |
| 1. FC Kaiserslautern                              | 1:1 O. Walter (61.) 2:1 O. Walter (74.) | 0:1 Gerritzen (47.) | Preußen Münster |
| Samstag, 30. Juni 1951 in Berlin (Olympiastadion) | | |                 |
| Ergebnis: 2:1 (0:0)                               | | |                 |
| Zuschauer: 85.000                                 | | |                 |
| Schiedsrichter: Adolf Reinhardt (Stuttgart)       | | |                 |